# Canoa/kayak ai Giochi della XVIII Olimpiade - K1 500 metri femminile
La competizione del K1 500 metri femminile di Canoa/kayak ai Giochi della XVIII Olimpiade si è disputata nei giorni dal 20 al 22 ottobre 1964 nel bacino del Lago Sagami a Sagamihara.

## Programma
| Data            | Round      | Nota                                          |
| --------------- | ---------- | --------------------------------------------- |
| 20 ottobre 1964 | 2 Batterie | Le prime 3 in finale. Le restanti al recupero |
| 21 ottobre 1964 | 1 Recupero | Le prime 3 in finale.                         |
| 22 ottobre 1964 | Finale     |                                               |

## Risultati

### Batterie
| Pos. | Atleta           | Nazione        | Tempo   |
| ---- | ---------------- | -------------- | ------- |
| 1    | Hilde Lauer      | Romania        | 2'10"91 |
| 2    | Elke Felten      | Germania       | 2'11"94 |
| 3    | Hanneliese Spitz | Austria        | 2'12"14 |
| 4    | Zdenka Hradilová | Cecoslovacchia | 2'13"56 |
| 5    | Mária Róka       | Ungheria       | 2'13"74 |
| 6    | Marianne Tucker  | Gran Bretagna  | 2'14"37 |
| 7    | Margaret Buck    | Australia      | 2'31"19 |

| Pos. | Atleta                 | Nazione          | Tempo   |
| ---- | ---------------------- | ---------------- | ------- |
| 1    | Ljudmila Chvedosjuk    | Unione Sovietica | 2'10"38 |
| 2    | Marcia Jones Smoke     | Stati Uniti      | 2'11"50 |
| 3    | Else-Marie Lindmark    | Svezia           | 2'12"82 |
| 4    | Nikolina Ruseva        | Bulgaria         | 2'13"26 |
| 5    | Daniela Walkowiak      | Polonia          | 2'13"38 |
| 6    | Birthe Lindskov Hansen | Danimarca        | 2'14"02 |

### Recupero
| Pos. | Atleta                 | Nazione        | Tempo   |
| ---- | ---------------------- | -------------- | ------- |
| 1    | Mária Róka             | Ungheria       | 2'14"63 |
| 2    | Daniela Walkowiak      | Polonia        | 2'14"71 |
| 3    | Birthe Lindskov Hansen | Danimarca      | 2'15"28 |
| 4    | Nikolina Ruseva        | Bulgaria       | 2'15"49 |
| 5    | Marianne Tucker        | Gran Bretagna  | 2'16"56 |
| 6    | Zdenka Hradilová       | Cecoslovacchia | 2'16"63 |
| 7    | Margaret Buck          | Australia      | 2'21"00 |

### Finale
| Pos.    | Atleta                 | Nazione          | Tempo   |
| ------- | ---------------------- | ---------------- | ------- |
| Oro     | Ljudmila Chvedosjuk    | Unione Sovietica | 2'12"87 |
| Argento | Hilde Lauer            | Romania          | 2'15"35 |
| Bronzo  | Marcia Jones Smoke     | Stati Uniti      | 2'15"68 |
| 4       | Elke Felten            | Germania         | 2'15"94 |
| 5       | Else-Marie Lindmark    | Svezia           | 2'16"00 |
| 6       | Hanneliese Spitz       | Austria          | 2'16"11 |
| 7       | Daniela Walkowiak      | Polonia          | 2'17"52 |
| 8       | Mária Róka             | Ungheria         | 2'17"85 |
| 9       | Birthe Lindskov Hansen | Danimarca        | 2'18"21 |